# Герб Жалина
Герб Жалина — офіційний символ села Жалин, Рівненського району Рівненської області, затверджений 28 листопада 2024 р. рішенням сесії Костопільської міської ради. 
Автор — А. Гречило та Ю. Терлецький.

## Опис герба
На срібному вістрі синя церква зі срібними рамами дверей і вікон та золотим хрестом, обабіч у синіх полях — по срібному серпу золотим руків'ям вгору.

## Значення символів
Церква уособлює місцеву пам'ятку — церкву Преображення Господнього. Серпи означають переказ про одну з версій про походження назви села від слова «жати». Сині поля символізують багаті водяні ресурси. 
Щит увінчано золотою сільською короною з колосків, що вказує на статус села.